# U.S.D. Città di Fasano
Unione Sportiva Dilettantistica Città di Fasano là một câu lạc bộ bóng đá Ý có trụ sở tại Fasano, Apulia. Câu lạc bộ thi đấu ở Serie D.